# Formule sommatoire de Poisson
Pour les articles homonymes, voir Poisson (homonymie).
La formule sommatoire de Poisson (parfois appelée resommation de Poisson) est une identité entre deux sommes infinies, la première construite avec une fonction {\displaystyle f}, la seconde avec sa transformée de Fourier {\displaystyle {\hat {f}}}.  Ici, f est une fonction sur la droite réelle ou plus généralement sur un espace euclidien. La formule a été découverte par Siméon Denis Poisson. 
Elle, et ses généralisations, sont importantes dans plusieurs domaines des mathématiques, dont la théorie des nombres, l'analyse harmonique, et la géométrie riemannienne.  L'une des façons d'interpréter la formule unidimensionnelle est d'y voir une relation entre le spectre de l'opérateur de Laplace-Beltrami sur le cercle et les longueurs des géodésiques périodiques sur cette courbe. La formule des traces de Selberg, à l'interface de tous les domaines cités plus haut et aussi de l'analyse fonctionnelle, établit une relation du même type, mais au caractère beaucoup plus profond, entre spectre du Laplacien et longueurs des géodésiques sur les surfaces à courbure constante négative (tandis que les formules de Poisson en dimension n sont reliées au Laplacien et aux géodésiques périodiques des tores, espaces de courbure nulle).

## Formule sommatoire de Poisson

### Convention
Pour toute fonction {\displaystyle f} à valeurs complexes et intégrable sur ℝ, on appelle transformée de Fourier de {\displaystyle f} l'application {\displaystyle {\hat {f}}} définie par

### Théorème
Soient a un réel strictement positif et ω0 = 2π/a.
Si f est une fonction continue de ℝ dans ℂ et intégrable telle que
{\displaystyle \exists C>0\quad \exists \alpha >1\quad \forall x\in \mathbb {R} \quad |f(x)|\leq {\frac {C}{\left(1+|x|\right)^{\alpha }}}}
et
{\displaystyle \sum _{m=-\infty }^{\infty }|{\hat {f}}(m\omega _{0})|<\infty },
alors

### Démonstration
Le membre de gauche de la formule est la somme S d'une série de fonctions continues. La première des deux hypothèses sur {\displaystyle f} implique que cette série converge normalement sur toute partie bornée de ℝ. Par conséquent, sa somme est une fonction continue. De plus, S est a-périodique par définition. On peut donc calculer les coefficients complexes de sa série de Fourier :
{\displaystyle c_{m}={\frac {1}{a}}\int _{0}^{a}S(t){\rm {e}}^{-\mathrm {i} m\omega _{0}t}~\mathrm {d} t={\frac {1}{a}}\sum _{n\in \mathbb {Z} }\int _{0}^{a}f(t+na){\rm {e}}^{-{\rm {i}}m\omega _{0}t}~\mathrm {d} t,}
l'interversion série-intégrale étant justifiée par la convergence normale de la série définissant S. On en déduit
{\displaystyle c_{m}={\frac {1}{a}}\sum _{n\in \mathbb {Z} }\int _{0}^{a}f(t+na){\rm {e}}^{-{\rm {i}}m\omega _{0}(t+na)}~\mathrm {d} t={\frac {1}{a}}\sum _{n\in \mathbb {Z} }\int _{na}^{(n+1)a}f(s){\rm {e}}^{-{\rm {i}}m\omega _{0}s}~\mathrm {d} s={\frac {1}{a}}\int _{-\infty }^{\infty }f(s){\rm {e}}^{-\mathrm {i} m\omega _{0}s}~\mathrm {d} s={\frac {1}{a}}{\hat {f}}(m\omega _{0}).}
D'après la seconde hypothèse sur {\displaystyle f}, la série des cm est donc absolument convergente. En sommant la série de Fourier de S, on obtient bien
{\displaystyle S(t)=\sum _{m\in \mathbb {Z} }c_{m}{\rm {e}}^{\mathrm {i} mt\omega _{0}}={\frac {1}{a}}\sum _{m\in \mathbb {Z} }{\hat {f}}(m\omega _{0}){\rm {e}}^{\mathrm {i} mt\omega _{0}}.}

### Convention alternative
Si l'on utilise les conventions suivantes :
alors la formule sommatoire de Poisson se réécrit (avec t = 0 et a = 1) :

### Sur les conditions de convergence
Une façon pratique de passer outre aux conditions de régularité imposées à la fonction f est de se placer dans le contexte plus général de la théorie des distributions. Si l'on note {\displaystyle \delta (x)} la distribution de Dirac alors si l'on introduit la distribution suivante :
une façon élégante de reformuler la sommation est de dire que {\displaystyle \Delta (x)} est sa propre transformée de Fourier.

## Applications de la resommation de Poisson
Les exemples les plus élémentaires de cette formule permettent de déterminer des sommes simples :
ou bien encore :
On les convertit en effet en séries géométriques qui peuvent être sommées exactement.
De façon générale, la resommation de Poisson est utile dans la mesure où une série qui converge lentement dans l'espace direct peut être transformée en une série convergeant beaucoup plus vite dans l'espace de Fourier (si l'on prend l'exemple de fonctions gaussiennes, une loi normale de grande variance dans l'espace direct est convertie en une loi normale de variance petite dans l'espace de Fourier). C'est l'idée essentielle qui sous-tend la sommation d'Ewald.

## Interprétation géométrique

### Définitions
Le cercle, ou tore T à une dimension, est une courbe compacte  qui peut se représenter comme l'espace quotient de la droite euclidienne ℝ par un sous-groupe discret aℤ du groupe des isométries :

### Géodésiques périodiques
Les géodésiques périodiques du tore plat ont pour longueurs :

### Spectre de l'opérateur de Laplace-Beltrami
Considérons l'opérateur de Laplace-Beltrami sur T : 
Cherchons en particulier ses valeurs propres λn, solutions de l'équation aux valeurs propres :
où les fonctions propres un sont dans {\displaystyle C^{\infty }(\mathbb {R} )} et vérifient la condition de périodicité :
Ces valeurs propres forment un ensemble dénombrable qu'on peut ranger en une suite croissante :

## Généralisations
On peut facilement formuler une généralisation de cette formule en dimension n. Étant donné un réseau {\displaystyle \Lambda \subset \mathbb {R} ^{n}} alors on peut définir le réseau dual {\displaystyle \Lambda '} (comme formes dans l'espace vectoriel dual à valeurs entières sur {\displaystyle \Lambda } ou via la dualité de Pontryagin).
Alors, si l'on considère la distribution de Dirac multidimensionnelle qu'on note encore {\displaystyle \delta (x)} avec {\displaystyle x\in \mathbb {R} ^{n}}, on peut définir la distribution
Cette fois-ci, on obtient une formule sommatoire de Poisson en remarquant que la transformée de Fourier de {\displaystyle \Delta _{\Lambda }(x)} est {\displaystyle \Delta _{\Lambda '}(x)} (en considérant une normalisation appropriée de la transformée de Fourier).
Cette formule est souvent utilisée dans la théorie des fonctions thêta. En théorie des nombres, on peut généraliser encore cette formule au cas d'un groupe abélien localement compact. En analyse harmonique non-commutative, cette idée est poussée encore plus loin et aboutit à la formule des traces de Selberg et prend un caractère beaucoup plus profond.
Un cas particulier est celui des groupes abéliens finis, pour lesquels la formule sommatoire de Poisson est immédiate (cf. Analyse harmonique sur un groupe abélien fini) et possède de nombreuses applications à la fois théoriques en arithmétique et appliquées par exemple en théorie des codes et en cryptographie (cf. Fonction booléenne).